# Cedarhurst (New York)
Cedarhurst ist ein Vorort von New York City, gehört aber zur Town of Hempstead im Nassau County. Cedarhurst liegt an der Südküste von Long Island im Bundesstaat New York in den Vereinigten Staaten.
Beim United States Census 2000 hatte der Ort 6164 Einwohner.

## Geschichte
Das Village wurde 1910 inkorporiert. Es ist zusammen mit dem Ort Lawrence und den Dörfern Woodmere, Inwood, „The Hewletts“, das aus den Weilern Hewlett Bay Park, Hewlett Harbor Hewlett Neck und Hewlett besteht, und Woodsburgh ein Teil der “Five Towns”.
Der ehemalige Name von Cedarhurst ist Ocean Point. Der Ort wurde 1896 an das Eisenbahnnetz angeschlossen, das für eine gute Erreichbarkeit sorgte, besonders den Rockaway Hunting Club, der 1878 in Cedarhurst eingerichtet wurde. Ein Postamt wurde 1884 eröffnet, und Ocean Point wurde nach Cedarhurst umbenannt, was teilweise auf Bitten des Jagdvereins geschah.
Für viele Jahre wurde die Central Avenue, das Hauptgeschäftszentrum der Umgebung, als eine Art Rodeo Drive für Long Island angesehen, da sich dort zahlreiche hochpreisige Geschäfte und Boutiquen befanden. Mit dem Wachstum der örtlichen jüdisch-orthodoxen Gemeinde bieten heute viele Geschäfte und Restaurants Waren für die Leute an. Weil gläubige Juden am Schabbat nicht einkaufen gehen, sind viele Geschäfte am Samstag geschlossen, was den Fußgängerverkehr für die Geschäfte, die am Samstag geöffnet haben, verringert.

## Demografische Daten
Bei der Volkszählung 2000 hatte Cedarhurst 6.164 Einwohner, 2.289 Haushalte und 1.636 Familien. Die Bevölkerungsdichte lag bei 1.343 Einwohnern je km².
31,5 % der Haushalte hatten Kinder unter 18 Jahren, 59,1 % der Bewohner waren verheiratet und 28,5 % waren Singles. Die durchschnittliche Haushaltsgröße lag bei 2,69 Personen und die durchschnittliche Familiengröße bei 3,25 Personen.
Ende des 20. Jahrhunderts sind viele jüdische Familien nach Cedarhurst gezogen. Auch Italo-Amerikaner sind mit 15,3 % der Bevölkerung vertreten, Russen mit 10,5 % und Polen mit 9,7 %.

## Politik
- Bürgermeister: Andrew J. Parise (1995–heute)
- Stellvertretender Bürgermeister: Benjamin Weinstock
- Amtsrichter: Hon. Martin Zuckerbrod (2000–heute)
- Gemeinderat (Village Trustee): Ronald Lanzilotta Sr. (2001–heute)
- Gemeinderat: Ari Brown (2001–heute)
- Gemeinderat: Myrna Zisman

## Verkehrsanbindung
Der Bahnhof Cedarhurst wird durch den „Far Rockaway“-Abzweig der Long Island Rail Road bedient, mit dem die Penn Station in Midtown und die Station Flatbush Avenue in Brooklyn erreichbar sind.

## Sicherheit
Das Nassau County Police Department ist für Cedarhurst und den größten Teil der Nassau County zuständig. Cedarhurst befindet sich im vierten Bezirk der Polizeidirektion.
Cedarhurst wird vom Lawrence-Cedarhurst Fire Department (LCFD) bedient, das aus 80 freiwilligen Feuerwehrmännern besteht und für den Schutz der Orte Lawrence und Cedarhurst sowie des North und East Lawrence Fire District zuständig ist. Das LCFD hilft auch bei anderen Notfällen wie Autounfällen oder Pannen auf der Atlantic Beach Bridge. Der Leiter des LCFD ist Michael P. Sasso.

## Trivia
- Cedarhurst diente im Buch und Film Die Verführung des Joe Tynan (The Seduction of Joe Tynan) als Heimat des US-Senators Joe Tynan.
- Teile des Filmes Die Mafiosi-Braut, am bekanntesten die Eröffnungsszene am Bahnhof, wurden in Cedarhurst gedreht.
- Die Stadt wird fälschlicherweise im Film City by the Sea (2002) erwähnt, als gesagt wird, dass Long Beach Cedarhurst in einem Footballspiel besiegt hätte (korrekt ist die High School in Lawrence).
- Am 11. und 12. Mai 2009 drehte Jerry Seinfeld in Cedarhurst einen Werbespot für die australische Greater-Bank.

## Persönlichkeiten
Unter anderem leben und lebten folgende Persönlichkeiten in Cedarhurst:
- Lyle Alzado (1949–1992), Schauspieler und Spieler in der Defensive Line in der NFL[5]
- Jake Burton Carpenter (1954–2019), Snowbordpionier[6]
- Red Holzman (1920–1998), ehemaliger Trainer der New York Knicks[7][8]
- Alan Kalter, Ansager in der Late Show with David Letterman[9]
- Peter A. Peyser (1921–2014), in Cedarhurst geborener Politiker
- Evan Roberts (1878–1951), Radiomoderator

### Söhne und Töchter des Ortes
- Howard A. Newman (1921–2006), Investment- und Eisenbahnmanager
- Alwin M. Pappenheimer (1908–1995), Chemiker, Immunologe und Bakteriologe
- Richard A. Passman (1925–2020), Raumfahrt- und Luftfahrtingenieur